# Paidotroper Lehrertyp
Paidotroper Lehrertyp (altgriechisch Παιδοτρόπος Paidotrópos, deutsch ‚dem Kinde zugewandt‘) ist ein Fachbegriff der Unterrichtslehre für einen Lehrer, dessen Interesse in erster Linie der Persönlichkeit von Kindern und Jugendlichen und deren Entwicklung gilt und dessen Lehr- und Erziehungsbemühungen entsprechend vorrangig auf individuelle Förderung ausgerichtet sind. Er steht als Lehrertypus im Kontrast zu dem sogenannten Logotropen Lehrer, für den die Vermittlung von Fachkompetenzen und Kulturgütern im Vordergrund seines Engagements steht.

## Begriff und Charakteristik
Die Bezeichnung „Paidotroper Lehrertypus“ erreichte vor allem durch die Arbeiten des Heidelberger Erziehungswissenschaftlers und Bildungsforschers  Christian Theobald Caselmann  einen größeren Bekanntheitsgrad. Es handelt sich um die Charakterisierung einer bestimmten „Wesensform“ von Lehrer, dem er die Haupteigenschaft eines dem Kinde besonders zugewandten Betreuers zuschrieb, dessen Hauptinteresse darin besteht, junge Heranwachsende, vor allem Kinder, als freundschaftlicher Begleiter in ihrer Persönlichkeitsentwicklung zu fördern. Die Pädagogen Johann Heinrich Pestalozzi (1718–1751), Friedrich Fröbel (1782–1852) oder Maria Montessori (1870–1952) können als historische Musterbeispiele dieses Lehrertypus gelten. Und in den Unterrichtslehren von Georg Kerschensteiner (1854–1932) oder Eduard Spranger (1882–1963) spielt dieser Prototyp eines Lehrers die entscheidende Rolle für Lernerfolg. Caselmann kontrastierte diese in der didaktischen Literatur bis dahin vorherrschende Lehrervorstellung begrifflich mit einem von ihm ins Spiel gebrachten Gegentypus, den er als  „Logotropen Lehrer“ kennzeichnete.

## Pädagogische Problemstellungen
Das Selbstkonzept, die Entscheidung, sich eher als Fachexperte oder als Pädagoge zu verstehen, bestimmt bereits weitgehend die Berufswahl und Berufsausrichtung von Lehramtsanwärtern. Der paidotrope Lehrertypus findet sich danach vorrangig in Erziehungseinrichtungen des primären Bildungsbereichs wie der Grundschule bzw. Volksschule. Durch sein vorrangiges Interesse am Umgang mit jüngeren Altersstufen scheint eine sachlich-fachlich fundierte Kompetenzausbildung manchen Berufswilligen, aber auch zahlreichen Bildungspolitikern nachrangig, und es besteht häufig die Tendenz, eine wissenschaftliche Aus- und Vorbildung in diesem Bildungssektor als überzogen zu betrachten. Bei Lehramtsanwärtern paidotroper Wesensart bildet sich daher bisweilen ein Trend heraus, die wissenschaftlichen Studien und Prüfungen als unvermeidliches Übergangsstadium zu sehen, das eigentliche Interesse aber auf die möglichst baldige Arbeit mit den Kindern zu legen, bei denen fundiertes fachliches Wissen weniger erforderlich erscheint als bei der Arbeit mit den Jugendlichen an Weiterbildenden Schulen. Ein familiäres Denkbild und ein Bildungsklima mit viel Zuwendung scheint manchen Außenstehenden als Berufsanforderung im Primarbereich zu genügen.
Der eher wissenschaftlich interessierte Lehrer fühlt sich vorrangig zum Gymnasiallehrer oder Hochschullehrer berufen, während der eher pädagogisch-erzieherisch motivierte Lehrertyp vorrangig eine Vorschulerzieher- oder Grundschullehrerlaufbahn anstrebt. Dabei geraten die Lehramtsanwärter in das Spannungsfeld von eigener Genügsamkeit und bildungspolitisch gesetzten Anforderungen an die berufliche Qualifikation:

„Schon zu Beginn ihrer beruflichen Ausbildung bewegen sich Studierende in diesem Spannungsfeld. Denn sowohl angehende wie bereits professionelle Lehrkräfte müssen mehrere berufliche Identitäten gleichsam vernetzen: Sie sind Fachexpertinnen und Fachexperten, Psychologinnen und Psychologen sowie Pädagoginnen und Pädagogen. Im Spannungsfeld logotrop vs. paidotrop initiieren Lehrkräfte durch die zu vermittelnden fachlichen Inhalte immer wieder Verstehenskrisen bei den Lernenden, und sie achten professionell darauf, dass die Schülerinnen und Schüler diese Krisen als Bildungsprozesse produktiv meistern können. Diese gelungene Vermittlung und Verzahnung dieser beiden Pole des Spannungsfelds logotrop vs. paidotrop macht den Kern einer professionellen Lehrerbildung aus.“